# 福岡高速2號太宰府線
福岡高速2號太宰府線（日语：／ Fukuoka kōsoku 2 gō Dazaifu sen */?）是從日本福岡縣福岡市博多區月隈系統交流道至福岡縣太宰府市太宰府交流道的福岡高速道路路線（通稱名）。
本條目亦記載路線名上的福岡高速2號線。

## 概要
連接九州自動車道與福岡都心的路線，主線的速限在月隈系統～金之隈間為60km/h，金之隈以南則為80km/h。
在九州道的福岡交流道～太宰府交流道不通的時候，可迂迴利用環狀線、1号香椎線、4号粕屋線繼續行駛。

### 福岡高速2号線
路線上的「福岡高速2号線」概要如下。
- 区間: 福岡市博多区千代六丁目～太宰府市水城二丁目
- 總長: 13.2公里
- 事業費: 2,157億圓（單價: 163億圓/公里）
- 幅員: 17.50～19.75公尺
- 工期: 1972年 - 2012年

路線上的2號線包括目前被稱作2號太宰府線與現為環狀線下千鳥系統～月隈系統的2個路段。

## 交流道
| 出入口 編號 | 中文設施名   | 日文設施名 | 英文設施名 | 接續路線名                                                                  | 起點起計 （公里） | 備註                   | 所在地            |
| ----------- | ------------ | ---------- | ---------- | --------------------------------------------------------------------------- | ----------------- | ---------------------- | ----------------- |
| -           | 月隈JCT      |            |            | 福岡高速環狀線                                                              |                   |                        | 福岡市 博多區     |
| 207         | 金之隈出入口 |            |            | 國道3號（福岡南繞道）                                                       |                   | 太宰府、水城方向出入口 | 福岡市 博多區     |
| 208         | 大野城出入口 |            |            | 國道3號（福岡南繞道） 福岡縣道56號福岡早良大野城線 福岡縣道60號飯塚大野城線 |                   | 香椎、天神方向出入口   | 福岡市 博多區     |
| 209         | 水城出入口   |            |            | 國道3號（福岡南繞道）                                                       |                   | 香椎、天神方向出入口   | 大野城市 太宰府市 |
| -           | 太宰府IC     |            |            | E3 九州自動車道直結                                                         |                   |                        | 大野城市 太宰府市 |

## 歷史
- 1999年（平成11年）3月27日：月隈出入口～水城出入口・太宰府交流道啟用，2号線全線啟用[2][3]。
- 2012年（平成24年）7月21日：隨著福重系統交流道（日语：福重ジャンクション）的引道通車，全路線賦予暱稱。月隈系統交流道～水城出入口・太宰府交流道被賦予「太宰府線」（太宰府線2）的通稱名。

## 路線狀況

### 路線編號
2

### 連接高速公路
- 福岡高速環狀線（於月隈系統交流道（日语：月隈ジャンクション）連接）
- E3 九州自動車道（於太宰府交流道（日语：太宰府インターチェンジ）連接）

### 交通量
24小時交通量（台）　道路交通調查
| 区間                              | 平成17（2005）年度 | 平成22（2010）年度 | 平成27（2015）年度 |
| --------------------------------- | ------------------ | ------------------ | ------------------ |
| 月隈J系統交流道 - 金之隈出入口    | 69,254             | 68,107             | 48,014             |
| 金之隈出入口 - 大野城出入口       | 51,117             | 53,549             | 60,920             |
| 大野城出入口 - 水城出入口         | 51,117             | 53,549             | 63,621             |
| 水城出入口 - 九州道・太宰府交流盪 | 51,117             | 53,549             | 63,621             |

（出典：「平成22年度道路交通センサス （页面存档备份，存于）」・「平成27年度全国道路・街路交通情勢調査 （页面存档备份，存于）」（国土交通省ホームページ）より一部データを抜粋して作成）

## 脚註
1. 1 2  ふくきたネットワーク 2012，第6頁.
2. ↑  ふくきたネットワーク 2012，第14頁.
3. ↑  40年史 2012，第18頁.